# Dr. Thürmers Motionskur
Dr. Thürmers Motionskur er en dansk stumfilm fra 1913 produceret af Selandia Film og instrueret af Alf Nielsen.

## Handling
Denne artikel mangler et handlingsreferat. Hjælp os med at skrive det.

## Medvirkende
- Susanne Friis
- Astrid Krygell
- Jørgen Lund
- Alf Nielsen
- Mathilde Felumb Friis